# Mistrzostwa Arabskie w Zapasach w 2023
Mistrzostwa rozegrano w dniach 8-9 grudnia 2023 roku w Bagdadzie w Iraku.

## Tabela medalowa
Gospodarz mistrzostw został zaznaczony kolorem.
| Poz. | Państwo          |    |    |    | Łącznie |
| ---- | ---------------- | -- | -- | -- | ------- |
| 1    | Irak             | 14 | 3  | 3  | 20      |
| 2    | Tunezja          | 3  | 2  | 7  | 12      |
| 3    | Jordania         | 2  | 5  | 1  | 8       |
| 4    | Syria            | 1  | 3  | 8  | 12      |
| 5    | Algieria         | 0  | 5  | 0  | 5       |
| 6    | Arabia Saudyjska | 0  | 2  | 1  | 3       |
| 7    | Jemen            | 0  | 0  | 1  | 1       |
|      | Łącznie          | 20 | 20 | 21 | 61      |

## Wyniki

### W stylu klasycznym
| Waga   |                     |                           |                            |
| ------ | ------------------- | ------------------------- | -------------------------- |
| 55 kg  | Saajad Albidhan     | Hassan Mohammed Al-Harthi | Adem Lamloum               |
| 60 kg  | Ali Alamshani       | Mohammad Asad Al-Asta     | Mohamed Hkiri              |
| 63 kg  | Ali Albidhan        | Suhib Alhasanat           | Rayan Hawsawi Muhamad Fwaz |
| 67 kg  | Karrar Albeedhan    | Ishak Ghaiou              | Oussama Nasr               |
| 72 kg  | Hayder Al-Saedi     | Mohamad Al-Obeid          | Omar Al-Daagmeh            |
| 77 kg  | Sami Slama          | Amro Sadeh                | Taha Al-Salihi             |
| 82 kg  | Sultan Eid          | Hussein Albidhan          | Belhasan Azouzi            |
| 87 kg  | Hakim at-Tarabulusi | Ali Abbood Hasan          | Mohammad Feda Al-Asta      |
| 97 kg  | Ali Al-Kaabi        | Ibrahim Fallatah          | Imed Kaddidi               |
| 130 kg | Ali Al-Sharuee      | Ali Alnshiwati            | Hamza Rahmani              |

### W stylu wolnym
| Waga   |                       |                        |                       |
| ------ | --------------------- | ---------------------- | --------------------- |
| 57 kg  | Khattab Al-Ani        | Khalil Barkouti        | Eissa Al-Sabri        |
| 61 kg  | Abdullah Al-Jumaili   | Abdelghani Benatallah  | Ibrahim Al-Tabbaa     |
| 65 kg  | Mohammed Kareem       | Zaid Meslah            | Majd Aisha            |
| 70 kg  | Ali Al-Obaidi         | Saad Bouguerra         | Ahmad Al-Nakdali      |
| 74 kg  | Kaireddine Ben Telili | Abdelkader Ikkal       | Yousif Aldulaimi      |
| 79 kg  | Erzo Isakov           | Qutaiba Aldulaimi      | Anas Al-Khalidi       |
| 86 kg  | Mustafa al-Ubajdi     | Fatih Bin Faradżallah  | Mohammad Feda Al-Asta |
| 92 kg  | Issa Al-Obaidi        | Abdelkareem Aboudoaeaj | Sabri Munasirijja     |
| 97 kg  | Abdullah Sameer       | Zaid Husein Shishani   | Anwar Sharfawi        |
| 125 kg | Omar Sarem            | Hamza Rahmani          | Ali Challoob Genana   |